# Josef Peterhans
Josef Thomas Peterhans (né le 4 décembre 1882 à Achern et mort le 3 février 1960 à Berlin) est un acteur allemand.

## Biographie
Josef Thomas Peterhans commence sa carrière d'acteur à l'âge de vingt ans. Le Badois, physiquement musclé, à la tête massive et au front haut, joue pendant de nombreuses années avec peu de résonance dans la province et à Berlin ; là-bas, après son service militaire pendant la Première Guerre mondiale de 1914 à 1917, il reçoit également en 1917 son premier rôle dans le cinéma. Au début, toujours occupé par les rôles principaux, il est en 1918 dans deux films partenaires de la diva de l'écran américain Fern Andra, il doit se contenter de petits rôles peu de temps après.
Au moment du cinéma parlant, Peterhans a des rôles d'autres personnages. Comme il est moins sollicité, il joue au théâtre à Zurich de 1928 à 1930 et fait du doublage.
Même avant l'âge de 60 ans, Peterhans, qui n'avait pas reçu d'engagement permanent du théâtre depuis des années, se retire du cinéma. Il passe sa vieillesse à Berlin-Steglitz.
Sa succession écrite est dans les archives de l'Académie des Arts de Berlin.

## Filmographie
- 1917 : Und wenn ich lieb' nimm dich in acht...!
- 1917 : Die Königstochter von Travankore (de)
- 1918 : Frühlingsstürme im Herbste des Lebens (de)
- 1918 : Der Übel Größtes aber ist die Schuld
- 1919 : Um Krone und Peitsche
- 1919 : Zwei Menschen (de)
- 1919 : Seelenverkäufer
- 1919 : Gepeitscht
- 1919 : Der violette Tod
- 1919 : Wenn Frauen lieben
- 1919 : Das Lied des Narren
- 1919 : Salome (de)
- 1920 : Indische Rache (de)
- 1920 : Spuk auf Schloß Kitay
- 1920 : Themis
- 1920 : Weltbrand (de)
- 1920 : Auri sacra fames
- 1920 : Die lebende Fackel
- 1920 : Das Frauenhaus von Brescia
- 1921 : Eine Weiße unter Kannibalen
- 1921 : Das Mädel vom Piccadilly
- 1922 : Könnyved, der große Unbekannte
- 1922 : C.d.E.
- 1923 : Irrlichter der Tiefe
- 1923 : Wilhelm Tell (de)
- 1924 : Die sterbende Erde
- 1925 : La Chronique de Grieshuus
- 1926 : Le Braconnier
- 1927 : Rätsel einer Nacht
- 1928 : Panik (de)
- 1932 : Der Stolz der 3. Kompanie
- 1932 : Der tolle Bomberg
- 1932 : Marschall Vorwärts (de)
- 1933 : Das Meer ruft (de)
- 1933 : Heut' kommt's drauf an (de)
- 1933 : Das häßliche Mädchen
- 1933 : Es war einmal ein Musikus
- 1933 : Achten sie auf Meyer
- 1934 : Wilhelm Tell (de)
- 1934 : Meine Frau, die Schützenkönigin
- 1934 : So endete eine Liebe
- 1935 : Hundert Tage
- 1935 : Viktoria
- 1936 : Es geht um mein Leben
- 1937 : Fridericus
- 1938 : Le Tigre du Bengale
- 1938 : Le Tombeau hindou
- 1938 : Im Zeichen des Vertrauens
- 1938 : Kameraden auf See (de)
- 1938 : Pour le Mérite
- 1940 : Bal paré (de)
- 1940 : Trenck, der Pandur
- 1940 : Le Juif Süss
- 1941 : Frau Luna (de)
- 1941 : Le Grand Roi
- 1941 : Rembrandt
- 1942 : Die Entlassung